# Arthur Lake
Arthur Lake (ur. 17 kwietnia 1905, zm. 9 stycznia 1987) – amerykański aktor filmowy.

## Filmografia
- 1924: Harem Follies
- 1927: The Irresistible Lover jako Jack Kennedy
- 1929: On with the Show! jako Harold Astor
- 1930: Cheer Up and Smile jako Eddie Fripp
- 1934: Girl o’ My Dreams jako Bobby Barnes
- 1937: Niewidzialne małżeństwo jako windziarz
- 1938: Przygoda we dwoje jako Flash Fisher
- 1947: Blondie's Anniversary jako Dagwood Bumstead
- 1950: Blondie's Hero jako Dagwood Bumstead

## Wyróżnienia
Posiada swoją gwiazdę na Hollywoodzkiej Alei Gwiazd.